# Eugen von Keyserling

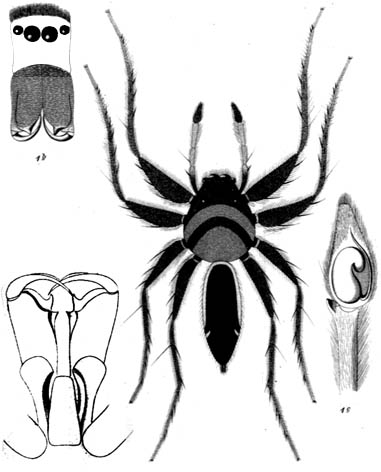
Een illustratie van Eugen von Keyserling, die de Cosmophasis micans afbeeldt.

Eugen Graf von Keyserling (Pockroy, gouvernement Kovno, 22 maart 1833 - Reichenbach im Eulengebirge, Silezië, 4 april 1889) was een Duits arachnoloog, die werd geboren in het huidige Litouwen.
Von Keyserling was de auteur van Die Spinnen Amerikas en Die Arachniden Australiens (1871 - 1883), twee invloedrijke boeken met beschrijvingen van verschillende soorten vogelspinnen.
- Stuttgart Database of Scientific Illustrators 1450–1950: 8129
- Gemeinsame Normdatei: 102659613
- International Standard Name Identifier: 0000 0003 6771 8458
- Nationale Bibliotheek van Tsjechië: xx0302674
- Nederlandse Thesaurus van Auteursnamen: 164099816
- Virtual International Authority File: 232681386
- WorldCat: E39PBJymyRKbxBwmMgqPbpRBT3